# Ceratopsiner
Ceratopsinerna, medlemmar av Ceratopsinae, eller Chasmosauriner, medlemmar av Chasmosaurinae, är en underfamilj till Ceratopsidae, en grupp växtätande, behornade dinosaurier från yngre krita i det som idag är västra Nordamerika. Alla medlemmar karaktäriseras av papegoj-liknande näbbar, rader av kindtänder samt välutvecklade horn över ögonen och långa, triangulära nackkragar. Exempel på släkten är Chasmosaurus, Torosaurus och den berömda Triceratops

## Taxonomi
- Underfamilj Ceratopsinae
  - Chasmosaurus - (Alberta, Kanada)
  - Agujaceratops - (Texas, USA)
  - Pentaceratops - (New Mexico, USA)
  - Anchiceratops  - (Alberta, Kanada)
  - Arrhinoceratops  - (Alberta, Kanada)
  - Torosaurus - (Wyoming, Montana, South Dakota, North Dakota, Utah & Saskatchewan, USA)
  - Diceratops - (Wyoming, USA)
  - Triceratops - Montana, Wyoming, USA & Saskatchewan, Alberta, Kanada.